# Nama depressum
Nama depressum là loài thực vật có hoa trong họ Mồ hôi. Loài này được Lemmon ex A. Gray mô tả khoa học đầu tiên năm 1885.